# Георгиев, Георгий (легкоатлет)
Георгий Димитров Георгиев (болг. Георги Димитров Георгиев; род. 16 июля 1961, Обретеник, Русенская область) — болгарский легкоатлет, специалист по метанию диска. Выступал за сборную Болгарии по лёгкой атлетике в середине 1980-х — начале 1990-х годов, многократный победитель и призёр первенств национального значения, участник летних Олимпийских игр в Сеуле.

## Биография
Георгий Георгиев родился 16 июля 1961 года в селе Обретеник Русенской области. Занимался лёгкой атлетикой в Софии в клубе «Левски».
Впервые заявил о себе в метании диска в 1985 году, когда с результатом 63,54 одержал победу на чемпионате Болгарии в Софии.
В мае 1987 года на соревнованиях в Софии установил свой личный рекорд — 66,12 метра. Попав в состав болгарской сборной, выступил на чемпионате мира в Риме — метнул диск на 58,80 метра, чего оказалось недостаточно для попадания в финал.
В 1988 году вновь стал чемпионом Болгарии. Благодаря череде удачных выступлений удостоился права защищать честь страны на летних Олимпийских играх в Сеуле — в финале показал результат 61,24 метра, расположившись в итоговом протоколе соревнований на 11-й строке.
В 1989 году в третий раз выиграл чемпионат Болгарии в метании диска.
В 1991 году в четвёртый раз победил на чемпионате Болгарии. Принимал участие в чемпионате мира в Токио — на сей раз с результатом 60,08 метра в финал не вышел. По окончании сезона завершил спортивную карьеру.